# Anubias gracilis
Anubias gracilis är en kallaväxtart som beskrevs av Auguste Jean Baptiste Chevalier och John Hutchinson. Anubias gracilis ingår i släktet Anubias och familjen kallaväxter. Inga underarter finns listade.